# أرييروبوليون (لاريسا)
أرييروبوليون (Αργυροπούλειον) هي مدينة في لاريسا في مقاطعة فوريا إلادا في اليونان.
يبلغ عدد سكانها حوالي 1757 نسمة.